# Eva Kreissl
Eva Kreissl (* 1958 in Immerath als Eva Viethen) ist eine deutsch-österreichische Kulturwissenschaftlerin und Kuratorin am Universalmuseum Joanneum in Graz.

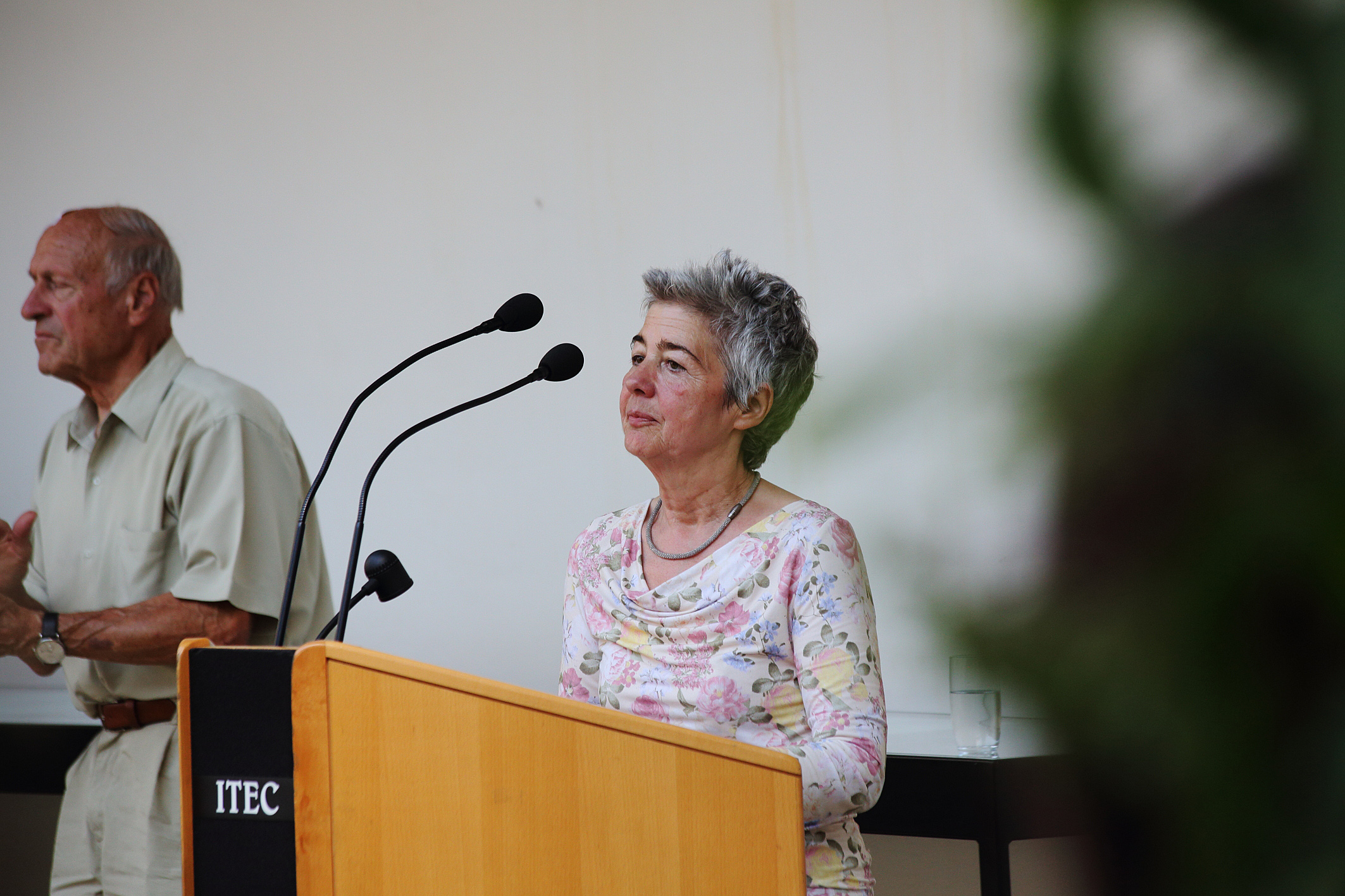

## Leben
Nach Abschluss der Schulausbildung studierte Eva Viethen von 1976 bis 1978 Kunstgeschichte und Volkskunde an der Albert-Ludwigs-Universität Freiburg. Anschließend setzte sie ihr Studium an die Universität in Wien fort. 1984 promovierte sie in Wien bei Helmut Fielhauer und Roland Girtler mit dem Thema Wiener Arbeiterinnen : Leben zwischen Familie, Lohnarbeit und politischem Engagement.
Nach der Promotion war sie als Lehrbeauftragte am Ludwig-Uhland-Institut für Empirische Kulturwissenschaften der Eberhard Karls Universität Tübingen und von 1990 bis 1995 am Institut für Europäische Ethnologie der Universität Wien tätig. Gleichzeitig arbeitete sie bis 2005 als freiberufliche Kulturwissenschafterin und Kuratorin. Eva Kreissl konzipierte zahlreiche Ausstellungen in Museen, u. a. das Museumsdorf Trattenbach im Rahmen der Oberösterreichischen Landesausstellung 1998. Seit 2005 ist sie Kuratorin am Universalmuseum Joanneum in Graz tätig und entwickelte und verwirklichte zahlreiche Konzepte für Sonderausstellungen im Joanneum. Ein Schwerpunkt ihrer Forschungstätigkeit sind volkskundliche und kulturhistorische Themen, u. a. die Entwicklung der Volksmedizin und des Aberglaubens.
Neben zahlreichen wissenschaftlichen Fachpublikationen veröffentlichte sie auch belletristische Werke mit wissenschaftlichem Hintergrund.

## Ausstellungskonzeptionen (Auswahl)
- Karl-Heinrich-Waggerl-Haus, Wagrain 1994
- Aufbau des Museumsdorfes Trattenbach anlässlich der Oberösterreichischen Landesausstellung Land der Hämmer, Trattenbach 1998
- Verborgene Wasser, Dauerausstellung im Nationalpark Informationszentrum Kalkalpen,  Molln 2001
- Feste Feiern, Oberösterreichische Landesausstellung, Waldhausen 2002 (gemeinsam mit Andrea Scheichl und Karl Vocelka)
- NaturGeschichten - ThayaTales, Dauerausstellung, Hardegg 2003
- 12 Nächte in Europa, Sonderausstellung, Volkskundemuseum Graz 2005
- Heilsam. Volksmedizin zwischen Erfahrung und Glauben, Sonderausstellung, Volkskundemuseum Graz 2006
- Die Macht der Maske, Sonderausstellung, Landschaftsmuseum Schloss Trautenfels 2007
- Blut, Schweiß und Tränen - Botschaften des Körpers, Sonderausstellung, Volkskundemuseum Graz 2008
- Gute Zeichen – Schlechte Zeichen: Bilder, Symbole, Codes und ihre Deutung, Sonderausstellung, Volkskundemuseum Graz 2009
- Krampus – Das gezähmte Böse, Sonderausstellung, Volkskundemuseum Graz 2009
- Schöne Bescherung – vom Christkind oder Weihnachtsmann? Sonderausstellung, Volkskundemuseum Graz 2010
- ZeitZeitZeit… Vom schnellen Leben und der Kunst des Verweilens, Sonderausstellung, Volkskundemuseum Graz 2011/12
- Dirndl, Jeans und Seidenstrumpf: Was Kleidung aus uns macht, Sonderausstellung, Volkskundemuseum Graz 2013
- Aberglauben – Aberwissen: Welt ohne Zufall, Sonderausstellung, Volkskundemuseum Graz 2014
- Steiermark im Blick: Perspektiven auf eine Landschaft, Sonderausstellung, Volkskundemuseum Graz 2015

## Publikationen (Auswahl)
- Tradition und Realitätsaneignung - Bergarbeitenfrauen im industriellen Wandel, Wien/München/Zürich 1982 (Aufsatz)
- Wiener Arbeiterinnen : Leben zwischen Familie, Lohnarbeit und politischem Engagement, Dissertation, Wien 1984
- Wiener Vorstadtmädel : Unterschiede zu einem literarischen Klischée, Wien 1989
- Wer füllt den Schuh? Weihnachtszeit in Europa, Ausstellungskatalog, Wien 1994
- Die Tante. Eine Frau mit Eigenschaften, Milena-Verlag, Wien 1996
- Trattenbach - Im Tal der Feitelmacher, In: Landeskulturdirektion Oberösterreich (Hrsg.): Land der Hämmer. Heimat Eisenwurzen, Katalog zur Oberösterreichischen Landesausstellung 1998, Salzburg 1998
- Die versunkene Welt der Schwoagerinnen. Vom Almleben am Fuße der Bodenwies, In: Landeskulturdirektion Oberösterreich (Hrsg.): Land der Hämmer. Heimat Eisenwurzen, Katalog zur Oberösterreichischen Landesausstellung 1998, Salzburg 1998
- Museumsdorf Trattenbach. Im Tal der Feitelmacher, Ausstellungskatalog, Steyr 1998
- Naturgeschichten - ThayaTales, Ausstellungskatalog und Begleitheft für Kinder, Hardegg 2003
- Auf der Alm..., Ausstellungskatalog, Trautenfels 2004 (mit Bodo Hell und Franz Mandl)
- Heilsam. Volksmedizin zwischen Erfahrung und Glauben, Graz 2006 (mit Roswitha Orac-Stipperger und Jutta Trafoier)
- Die Macht der Maske, Reader, Weitra 2007
- Kleine Welten. Zwischen Märchen und Milieu. Werke von Stefanie Erjautz, Katalog, Weitra 2007
- Krampus – das gezähmte Böse. Aus der Sammlung Wabitsch, Ausstellungskatalog, Graz 2009
- Kulturtechnik Aberglaube. Zwischen Aufklärung und Spiritualität. Strategien zur Rationalisierung des Zufalls, Bielefeld 2013
- Gewandgeschichten : gesammelt - erforscht - ausgestellt, Graz 2013 (mit Roswitha Orač-Stipperger)
- Aberglauben – Aberwissen, Ausstellungskatalog, Graz 2014
- Glaubenssachen : gesammelt - erforscht - ausgestellt, Graz 2015 (mit Roswitha Orač-Stipperger)
- Wohngewohnheiten : gesammelt - erforscht - ausgestellt, Graz 2017 (mit Roswitha Orač-Stipperger)